# Анджелина Кастро
Анджелина Кастро (англ. Angelina Castro, настоящее имя — Фрэнсис Делия Вальдес, англ. Francys Delia Valdes, род. 6 сентября 1982 года, провинция Гавана, Куба) — кубинско-американская порноактриса, выступающая в стиле BBW, лауреатка премии AVN Awards.

## Биография и карьера

### Ранние годы
Родилась 6 сентября 1982 года в столице Кубы Гаване. В возрасте десяти лет вместе с семьёй переехала в Доминиканскую Республику, а через два года — в США. С двенадцати лет росла в Майами, к Югу от Флориды. Там училась в школе, а также протестовала против режима Фиделя Кастро в своей стране (семья в этом не участвовала). После школы получила медицинское образование по специальности физиотерерапевт. Работала кассиром.

### Карьера
Работая кассиром, в 2008 из любопытства начала сниматься в любительской порнографии, которая в Майами была чрезвычайно популярной. Согласно базе данных фильмов для взрослых (IAFD) на 2019 год снялась более чем в 100 фильмах, в том числе для таких известных лейблов, как Elegant Angel, The Score Group, Pure Play Media и Evil Angel. Снималась также для многих сайтов, в том числе для Bang Bros, Reality Kings, Brazzers и Naughty America. В 2011 году срежиссировала фильм Angelina Mundo для студии Justin Slayer International.
После первого радиоинтервью Кастро продолжила выступления на радио и телевидении. С октября 2008 ведёт программу на телевидении под названием La Cosa Nostra, таким образом став первой кубинской порноактрисой-телеведущей. С 2010 года была показана по всем основным испаноязычным телеканалам в Майами, в том числе Univision, Telemundo, Americateve и Mega TV. Соведущая популярного ток-шоу SOS (Sex or Sexy) на Miratv.tv. Была первой порнозвездой, давшей интервью Radio Martí, но из-за недовольства публики интервью звезды фильмов для взрослых пришлось удалить с сайта.

## Личная жизнь
Со слов Кастро, вся её семья поддерживает её карьеру. Она не религиозна и не употребляет алкоголь. Воспитывает сына, любит Майами, бейсбол, баскетбол и обувь. Имеет две татуировки — на лодыжке и пояснице. У Кастро есть старшая сестра и младший брат.

## Награды
- 2018 — AVN Awards — BBW-актриса года[5][6]